# Tünel (Khövsgöl)
Pour les articles homonymes, voir Tünel.
Tünel (mongol en écriture cyrillique : Түнэл сум) est un Sum (district) de Mongolie dans la province de Khövsgöl.